# Lidice u Otrub

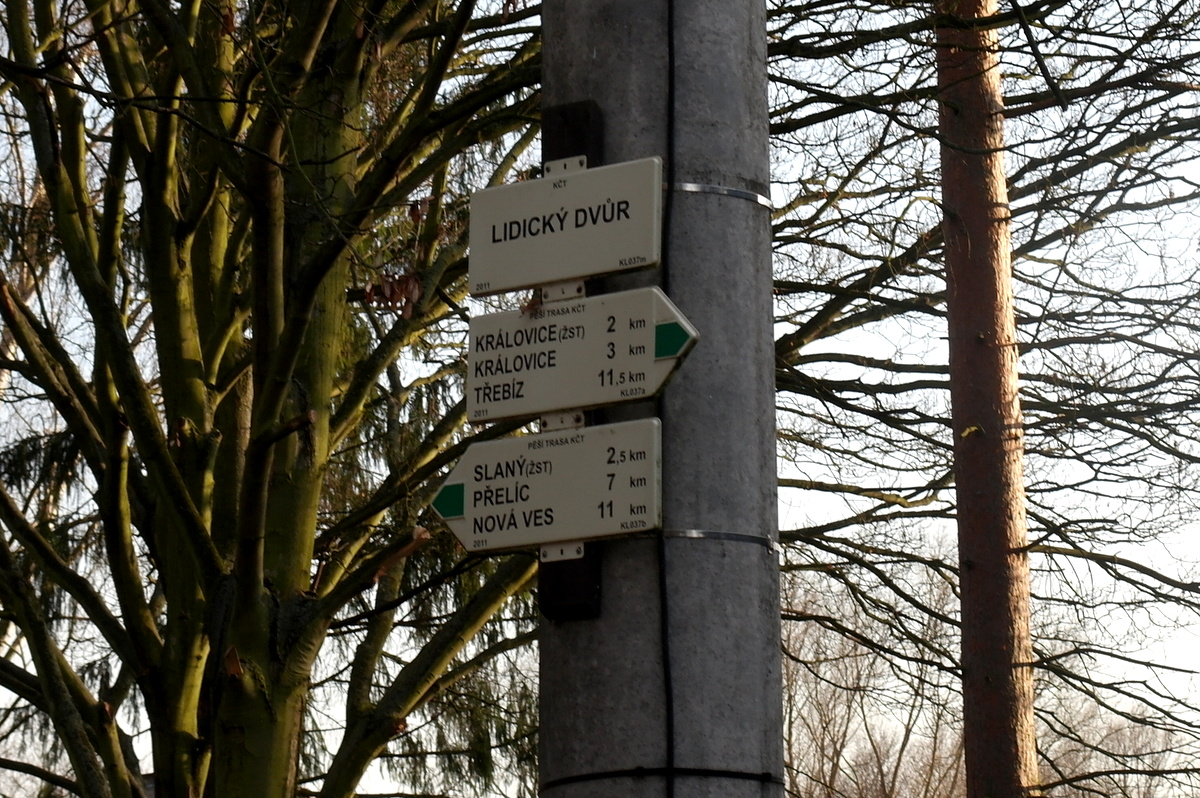
Rozcestník turistických cest u Lidického dvora

Lidice u Otrub (též Lidický dvůr, Lidice u Slaného, dříve Lidice Menší) je část města Slaný v okrese Kladno ležící v katastrálním území Otruby při železniční trati ze Slaného na Zákolany. Z vesnice vypálené za husitských válek se dodnes zachoval kostel sv. Jakuba Většího a někdejší manský statek Lidický dvůr, který byl až do roku 1873 lénem Pražského hradu.

## Historie
Středověké prameny zachycují dvě stejnojmenné vsi: Lidice u Slaného a Lidice u Buštěhradu. Zatímco desky zemské a libri errectionum nazývají Lidice u Slaného „Lidice Menší“, rejstříky papežských desátků a starší obecná mluva zachycená Palackým označuje jako „Lidice Menší“ Lidice u Buštěhradu. Také Sommer nazývá Lidice u Buštěhradu "Klein-Liditz" a Lidice u Slaného "Groß-Liditz".
Lidický dvůr byl právně lénem královské koruny náležejícím do manské soustavy Pražského hradu, které bylo ve středověku propůjčováno nositelům dvorských úřadů, tj. královským číšníkům, purkrabím nebo komorníkům. Prvními známými many (leníky) byli dle Josefa Laciny roku 1316 Jan a Jakub Lidičtí z Lidic. Ves i s kostelem, původně zasvěceným sv. Václavovi, byla za husitských válek vypálena. Při opravě kostela v dobách pohusitských již nebyla obnovena klenba a kostel má dodnes rovný strop. Zrekonstruován byl tehdy i mlýn a poplužní dvůr, jehož držitele známe až od obnovy vkladů po požáru zemských desek (tj. od roku 1543) v rodové posloupnosti.
Za držitele Martina Lidického byl Lidický dvůr roku 1632 znovu do základů vypálen. Za podporu stavovského direktoria navíc hrozil rodu Lidických trest konfiskace majetku, rozsudek nakonec nebyl císařem potvrzen. Martin Lidický nadto coby slánský měšťan upadl do poddanství a musel přísahat věrnost Martinicům. Rudolf Koller v této souvislosti hovoří o „klasickém příkladu ožebračení drobných změšťanštělých zemanů po Bílé hoře“. Lidický dvůr byl po třicetileté válce znovu obnoven jako manský statek a sňatkem přešel na rod Drchkovských, kteří ho drželi až do roku 1879, od alodifikace roku 1873 jako soukromí vlastníci. V roce 1891 dvůr koupil Ing. Antonín Westfál, poté přešel na jeho dceru Marii, provdanou za Václava Krupičku, ti dvůr spoluvlastnili až do roku 1921.

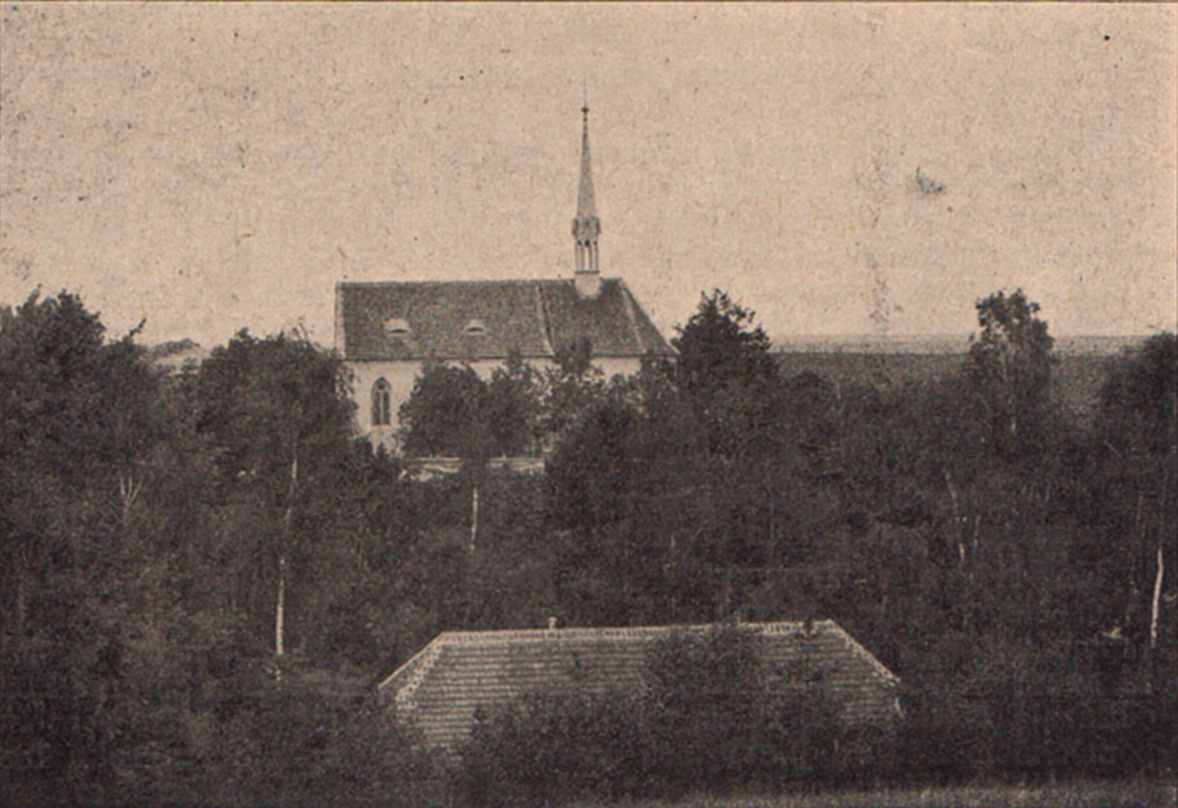
Kostel sv. Jakuba Většího

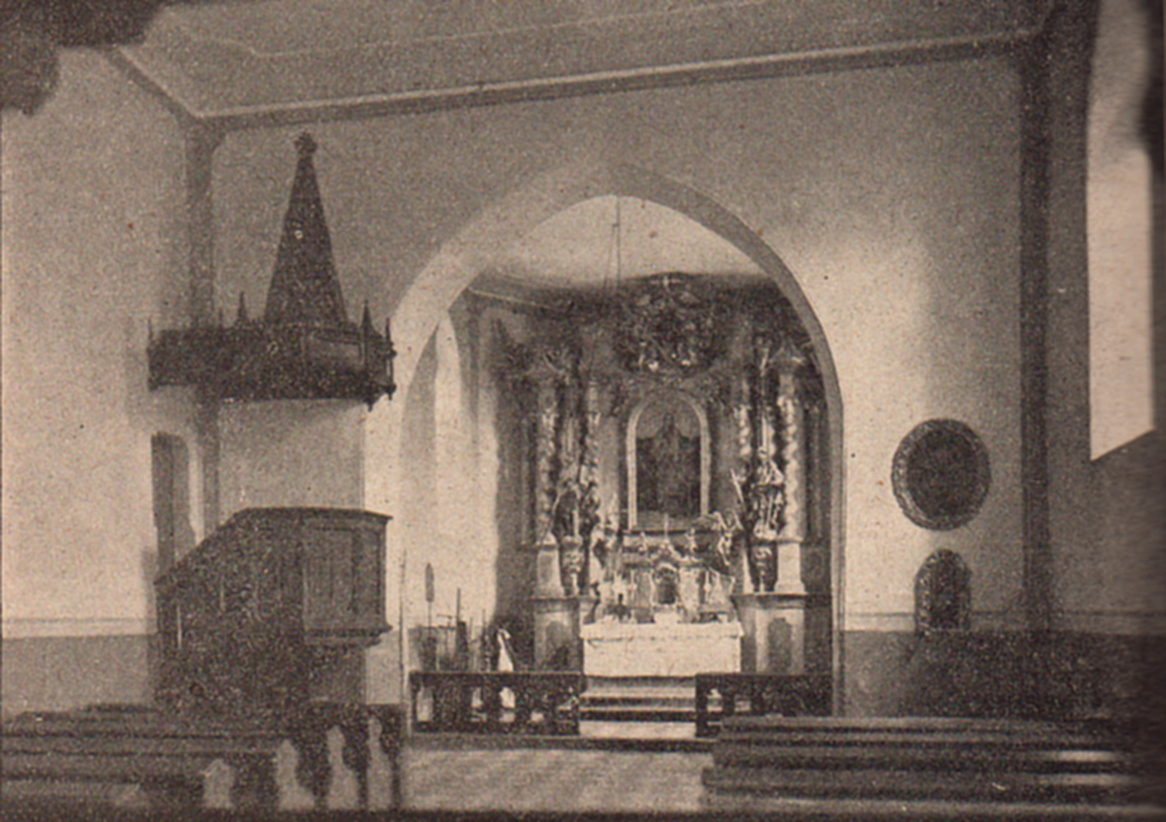
Kostel sv. Jakuba Většího, interiér

## Nálezy
V roce 1883 bylo poblíž dvora na poli při orbě nalezeno asi 3 500 mincí uložených v hliněné míse. Byly mezi nimi české, moravské a uherské denáry, jmenovitě denáry prvního českého krále Vratislava II. a do té doby neznámý denár moravského údělného a později českého knížete Svatopluka. Bohatý nález nezůstal uchován v celku (byl „zmrhán a rozstrkán“), malou část převzalo do svých sbírek Národní muzeum a Vlastivědné muzeum ve Slaném.

## Pověsti
Václav Krupička klade místo do souvislosti s legendami o sv. Václavovi. Nejistá je týmž badatelem tvrzená existence kláštera panen klarisek, který měla podle pověsti poblíž dnešního Lidického dvora založit sama Anežka Česká. Klášter údajně zanikl ve 14. století. Dochovala se pověst o zdejší poslední abatyši, tzv. Bílé paní z Lidického dvora.

## Památky
Poblíž dvora zůstal zachován gotický kostel sv. Jakuba Většího, který byl v předhusitské době kostelem farním. Od 16. století náleželo podací právo k němu obci královského města Slaný a od roku 1622 pak Martinicům jakožto nové slánské vrchnosti. V roce 1880 byl kostel upraven podle návrhu Achilla Wolfa, architekta působícího ve službách hraběte Jindřicha Clam-Martinice. Na kostele byla vztyčena štíhlá sanktusní věžička, obdélná okna nahrazena středověkými hrotitými, přistavěna sakristie a v interiéru novogotická kazatelna. Na hlavním oltáři (přeneseném z bývalé kaple Čtrnácti svatých pomocníků ve Slaném) je obraz od Františka Sequense apoštola Jakuba Většího.
V rohu hřbitova stávala dřevěná zvonice, v roce 1843 se zřítila. Zachované zvony byly za války rekvírovány, dochoval se jejich popis a fotografie.

## Zajímavost
Lidický kostel sv. Jakuba Většího navštívil nedlouho před svou smrtí slánský rodák historik umění V. V. Štech. Jeho rodiče Václav Štech a Anna Mrzílková, pocházející z Lidického dvora, zde měli svatbu. Václava Štěcha Lidický dvůr – „takový velkostateček, na kterém má cenu pouze volební právo v nesvěřenských statcích“ – inspiroval při psaní vesnického románu Kovové ruce (1903).